# Vaux-en-Dieulet
Vaux-en-Dieulet ist eine französische Gemeinde mit 54 Einwohnern (Stand 1. Januar 2022) im Département Ardennes in der Region Grand Est (vor 2016 Champagne-Ardenne). Sie gehört zum Arrondissement Vouziers, zum Kanton Vouziers und zum Gemeindeverband Argonne Ardennaise.

## Geografie
Die Gemeinde Vaux-en-Dieulet liegt 25 Kilometer nordöstlich von Vouziers in den südlichen Ausläufern der Ardennen. Umgeben wird Vaux-en-Dieulet von den Nachbargemeinden Sommauthe im Norden, Beaumont-en-Argonne im Nordosten, Belval-Bois-des-Dames im Osten, Fossé im Süden, Bar-lès-Buzancy im Südwesten sowie Saint-Pierremont im Westen.

## Bevölkerungsentwicklung
| Jahr                       | 1962 | 1968 | 1975 | 1982 | 1990 | 1999 | 2009 | 2015 | 2019 |
| Einwohner                  | 113  | 109  | 96   | 76   | 68   | 69   | 69   | 54   | 55   |
| Quellen: Cassini und INSEE |      |      |      |      |      |      |      |      |      |

## Sehenswürdigkeiten
- Kirche Sainte-Gertrude